# Wharepapa (fleuve)
Le fleuve Wharepapa  (en anglais : Wharepapa River) est un  cours d’eau de la région de Wellington dans l’Île du Nord de la  Nouvelle-Zélande.

## Géographie
Il s’écoule vers le sud à partir de sa  source  dans le parc forestier du Rimutaka pour atteindre l’extrémité ouest de la baie de Palliser tout près de la petite ville de "Wharekauhau".